# Kolbäcks församling
Kolbäcks församling var en församling i Västerås stift och i Hallstahammars kommun i Västmanlands län. Församlingen uppgick 2006 i Kolbäck-Säby församling.

## Administrativ historik
Församlingen har medeltida ursprung och utgjorde till 1 maj 1917 ett eget pastorat. Från 1 maj 1917 till 2006 var församlingen moderförsamling i pastoratet Kolbäck och Säby som mellan 1962 och 1970 även omfattade Rytterne församling. Församlingen uppgick 2006 i Kolbäck-Säby församling.

## Organister
Lista över organister i Kolbäcks församling.
| Verksam   | Namn                  | Levnadstid |
| --------- | --------------------- | ---------- |
| 1839-1878 | Eric Gustaf Åhman     | 1819-1905  |
| 1878-1906 | Anian Frithiof Åhman  | 1852-1923  |
| 1907-1914 | Anders Lund           | 1885-      |
| 1915-1942 | Carl Johan Uddman     | 1882-      |
| 1943-     | Erik Gustaf Johansson | 1907-      |

## Kyrkor
- Kolbäcks kyrka